# Канзас (река)
Канзас (на английски: Kansas River) е река в централната част на САЩ, в щата Канзас, десен приток на Мисури. Дължината ѝ е 238 km (с дясната съставяща я река Смоуки Хил 1163 km), а площта на водосборния басейн – 2155 690 km².
Река Канзас се образува на 318 m н.в., в източната част на щата Канзас, в град Джънкшън Сити, от сливането на двете съставящи я реки Репъбликън (лява съставяща) и Смоуки Хил (дясна съставяща). Двете съставящи я реки водят началото си от източните подножия на Предния хребет (съставна част на Скалистите планини) в щата Колорадо и теката на изток през Големите равнини. По цялото си протежение река Канзас тече в източна посока през Централните равнини в широка и плитка долина с бавно и спокойно течение. Влива се отдясно в река Мисури, на 219 m н.в., в град Канзас Сити, в най-източната част на щата Канзас.
Водосборния басейн на река Канзас обхваща площ от 155 690 km², който включва северната част на щата Канзас и малки части от щатите Небраска и Колорадо. Във водосборния басейн на реката попадат обширни безотточни области. На северозапад, север и югоизток водосборния басейн на река Канзас граничи с водосборните басейни на реките Плейт и Осейдж, десни притоци на Мисури, а на юг – с водосборния басейн на река Арканзас, десен приток на Мисисипи. Основните ѝ притоци са: леви – Репъбликън (729 km), Биг Блу Ривър (578 km); десни – Смоуки Хил (925 km).
Река Канзас има ясно изразено пролетно пълноводие в резултат от топенето на снеговете в Скалистите планини и лятно маловодие, с епизодични, но разрушителни летни прииждания в резултат от поройни дъждове в басейна ѝ. Средният годишен отток в долното течение е 205 m³/s, минималният – 10 m³/s, максималният – 3771 m³/s.
Голяма част от водите ѝ през лятото се отклоняват за напояване. По течението ѝ са разположени градовете: Джънкшън Сити, Топика, Лорънс, Канзас Сити.